# Івано-Франківська обласна асоціація футболу
Івано-Франківська обласна асоціація футболу — обласна громадська спортивна організація, заснована 23 грудня 1990 року. Є колективним членом Української асоціації футболу. Головна мета її діяльності — сприяння розвитку та популяризації футболу в Івано-Франківській області.  2019 року ІФФФ було перейменовано на Івано-Франківську обласну асоціацію футболу.

## Основна інформація
Інформація станом на початок 2013 року.
| Показник                           | К-сть |
| ---------------------------------- | ----- |
| Колективних членів ІФОФФ           | 31    |
| Районних асоціацій                 | 14    |
| Міських асоціацій                  | 5     |
| Стадіонів для професійних змагань  | 3     |
| Стадіонів для аматорських змагань  | 35    |
| Футбольних полів                   | 346   |
| Майданчиків (із штучним покриттям) | 461   |

| Особи, що займаються футболом | К-сть |
| ----------------------------- | ----- |
| 8—10-річні                    | 2996  |
| 11—14-річні                   | 2315  |
| 15—17-річні                   | 1235  |
| 18—35-річні                   | 10566 |
| 36 і більше                   | 685   |

| Показник                 | К-сть |
| ------------------------ | ----- |
| Тренерів дорослих команд | 461   |
| Тренерів юнацьких команд | 366   |
| Арбітрів у полі          | 25    |
| Асистентів арбітрів      | 40    |
| СДЮШОР та ДЮСШ (футбол)  | 34    |

| Учасники дитячо-юнацьких змагань | К-сть |
| -------------------------------- | ----- |
| Всеукраїнських                   | 7     |
| Обласних                         | 135   |
| Районних                         | 652   |
| Міських                          | 142   |
| «Шкіряний м'яч»                  | 967   |

| Учасників змагань (команд)                | Кількість |
| ----------------------------------------- | --------- |
| Професійних у великому футболі / футзалі  | 1 / 2     |
| Аматорських регіональних / всеукраїнських | 52 / 2    |
| Жіночих регіональних / всеукраїнських     | 8 / 1     |
| Футзалу регіональних / всеукраїнських     | 22 / 2    |
| Районних / міських серед дорослих         | 373 / 22  |
| Районних / міських з футзалу              | 294 / 52  |

## Турніри
Під егідою Івано-Франківської обласної асоціації футболу постійно відбуваються такі змагання:
- Чемпіонат Івано-Франківської області з футболу
- Кубок Івано-Франківської області з футболу
- Суперкубок Івано-Франківської області з футболу

## Керівництво
Дані наведено станом на 2 лютого 2019 року.
|  | Ім'я                  | Посада                  |
|  | --------------------- | ----------------------- |
|  | Андрій Бондаренко     | Голова федерації        |
|  | Тарас Клим            | Перший заступник голови |
|  | Ігор Стефанишин       | Перший заступник голови |
|  | Василь Сікора         | Виконавчий директор     |
|  | Михайло Овчар         | Заступник голови        |
|  | Ігор Овчар            | Заступник голови        |
|  | Микола Васильків      | Заступник голови        |
|  | Тарас Яворський       | Заступник голови        |
|  | Віталій Монастирський | Заступник голови        |

## Голови
|    | Ім'я               | Період головування                |
| -- | ------------------ | --------------------------------- |
| 1. | Тарас Клим         | 1990 — грудень 1998               |
| 2. | Зіновій Шкутяк     | грудень 1998 — грудень 2006       |
| 3. | Віктор Анушкевичус | грудень 2006 — листопад 2013      |
| 4. | Тарас Клим         | 7 листопада 2013 — 27 жовтня 2017 |
| 5. | Андрій Бондаренко  | з 27 жовтня 2017 року             |

## Контакти
- адреса: Україна, 76018, м. Івано-Франківськ, вул. Чорновола, 80, а/с 371